# Ovaliptila buresi
Ovaliptila buresi är en insektsart som först beskrevs av Maran 1958.  Ovaliptila buresi ingår i släktet Ovaliptila och familjen syrsor. Inga underarter finns listade i Catalogue of Life.